# Ōno (Fukui)
Ōno (大野市, Ōno-shi) és una ciutat de la prefectura de Fukui, al Japó.
El 2015 tenia una població estimada de 35.251 habitants. Té una àrea total de 872,30 km².

## Geografia
Ōno està situada a l'extrem nord-est de la prefectura de Fukui, i n'és la ciutat més gran en àrea. Fa frontera amb la prefectura de Gifu per l'est i pel sud, i amb la prefectura d'Ishikawa pel nord. Gran part de l'àrea del municipi és forestal, i el nucli urbà es troba a la zona occidental. La ciutat es troba encerclada per una anella de muntanyes, i només s'hi pot accedir a través de túnels o carreteres de muntanya.

## Història
Ōno fou fundada l'1 de juliol de 1954. El 7 de novembre de 2005 Ōno annexà la vila d'Izumi.